# 女性站尿用具

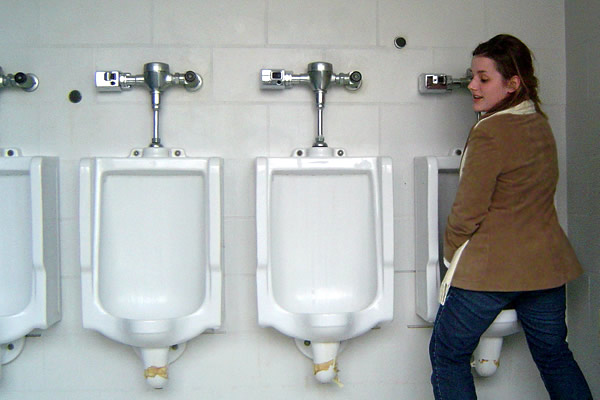
一位女性正使用Urinella，一種女性站尿用具，來適應標準男性廁所的小便斗。

女性站尿用具（female urination device, female urination aid, or stand-to-pee device (STP) ），概稱幫助女性使用站立姿勢排尿的用具。 現有商品存在不同的形態，包含基本的拋棄式漏斗、以至較精緻的可重複使用設計。從1990年代開始，女性站尿用具的普遍性大為增加。常使用在戶外運動，如：健行登山、長途旅行、音樂季、行軍，以及醫療護理輔助等。
另外，也有製造商推出可供女性孩童和成人使用的固定式和可攜式小便斗。有些設計需使用者搭配個人用導流輔具，另有些設計並不要求。

## 可攜式用具/導流器
女性站尿用具針對數個不同的群體行銷。運動休閒方面有露營、旅行、節慶、長途行車，以及他種行進時通常缺乏如廁設施的戶外活動。2005年以來，許多女性站尿用具出現在市場上。這些商品運用多樣的設計和材料，例如塑膠、橡膠、矽膠和紙材；有可重複使用的與拋棄式。一些用具是向醫藥應用方面行銷，且有時須憑處方取得。
在職業生活中，站尿用具應用於軍警與其他戶外工作。有些品牌通過北約(NATO)認可，供應給軍事人員。

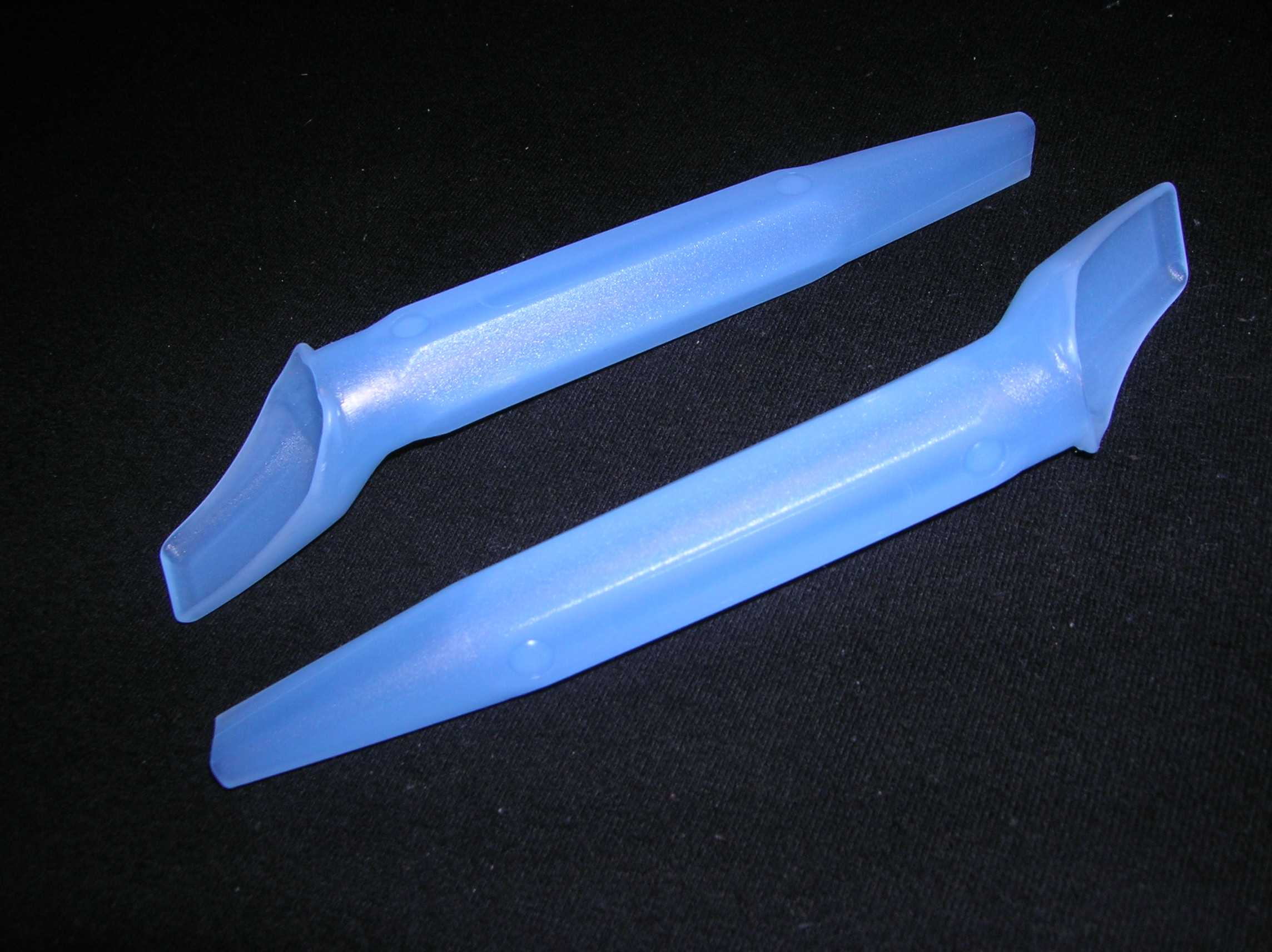
Travelmate
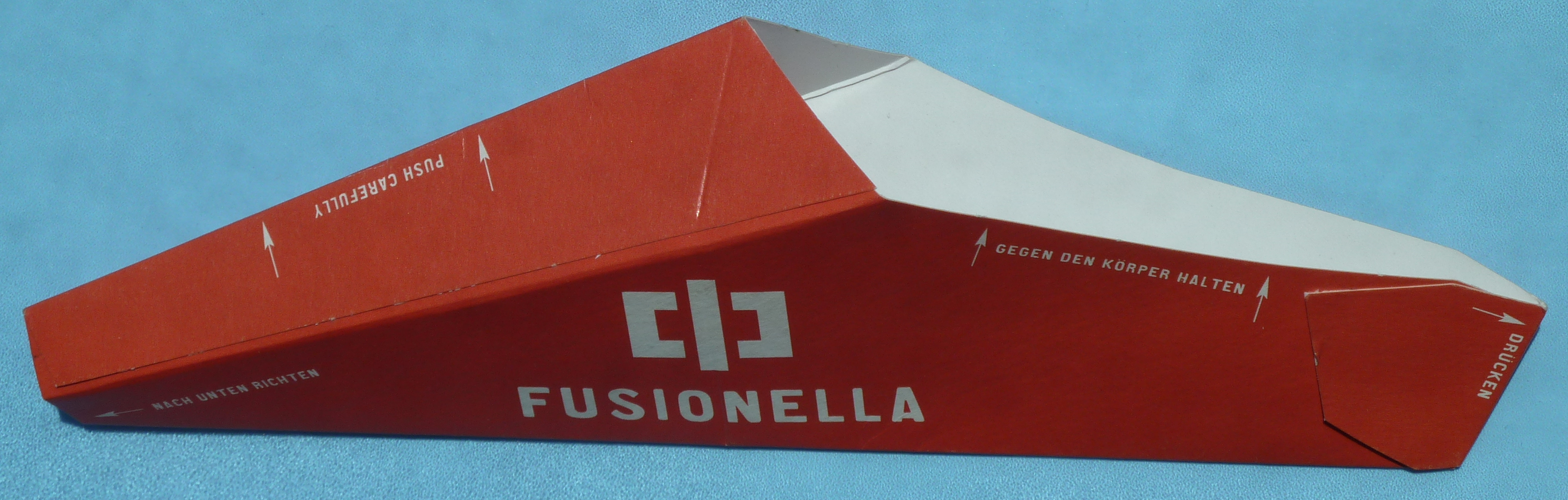
Fusionella
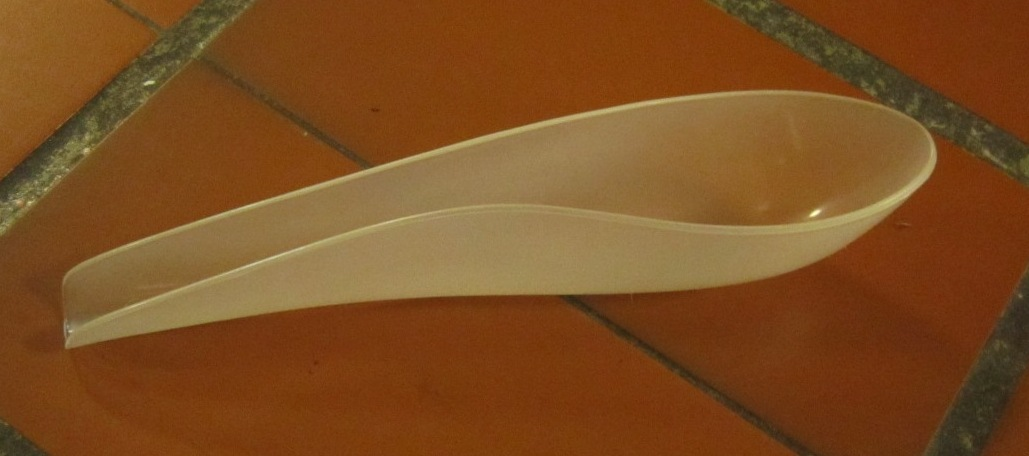
Freelax
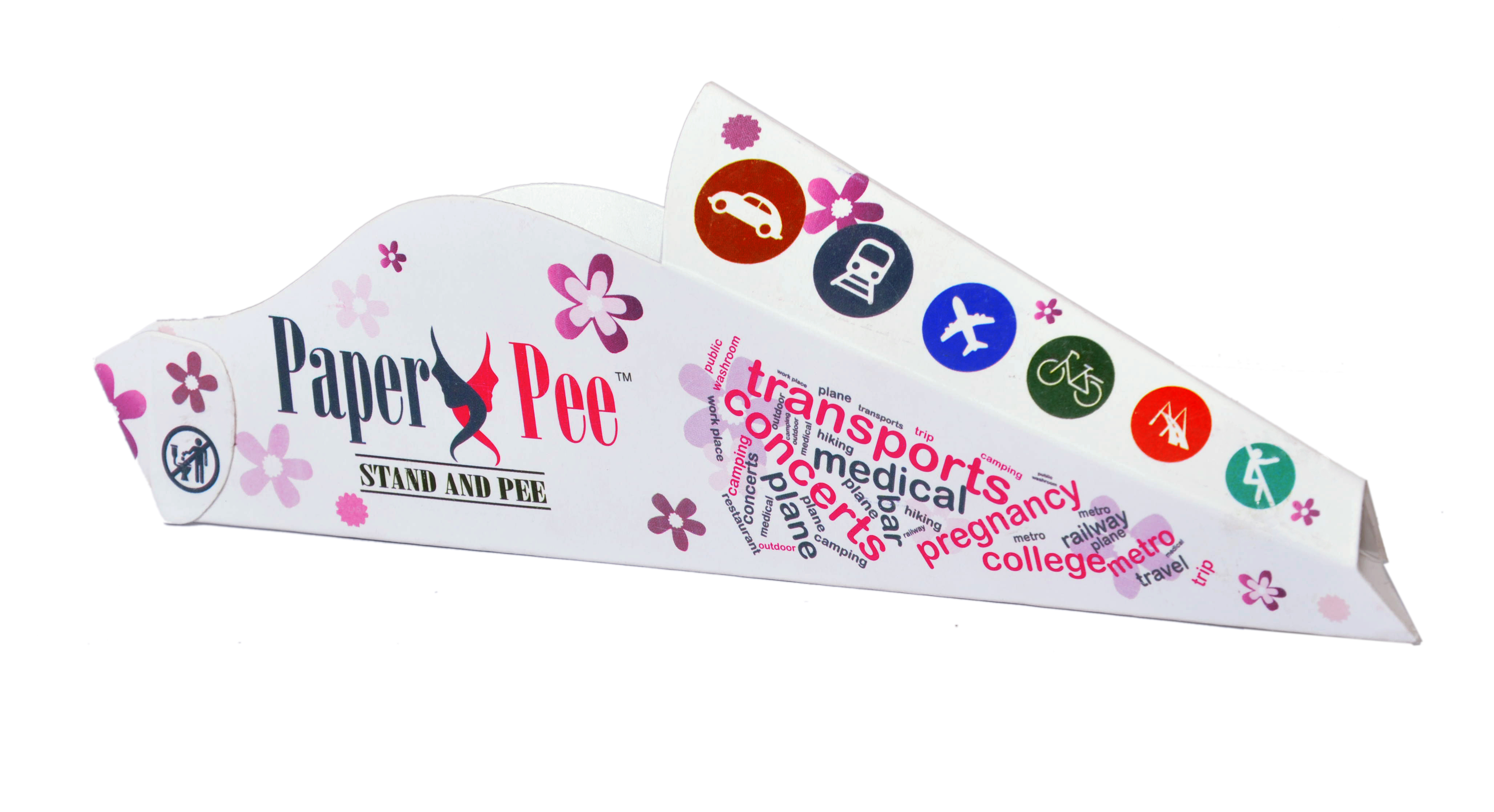
Paper Pee

## 女用小便斗
小便斗具有快速、衛生、節水、省空間的效用。使用的速度在尖峰需求時，如音樂節、劇場活動、賽事場館、舞廳、集會廳中特別重要。
固定式女用小便斗設計已經存在很久了，後來又有可攜式產品予以補充。有些設計被認為是跨性別通用的。女性通常以「盤旋」姿勢，膝蓋微彎地跨站使用固定式小便斗。
含可密封容器的小型可攜式小便斗，有女性專用和通用的版本。常用於立即丟棄有困難的旅行途中。 起初，醫療或醫院用品被引介過來，但旅用的特化商品終究面世了。應用於小型的航機，及長時間的跟蹤， 如在狩獵掩體或野生動物觀察站裡。

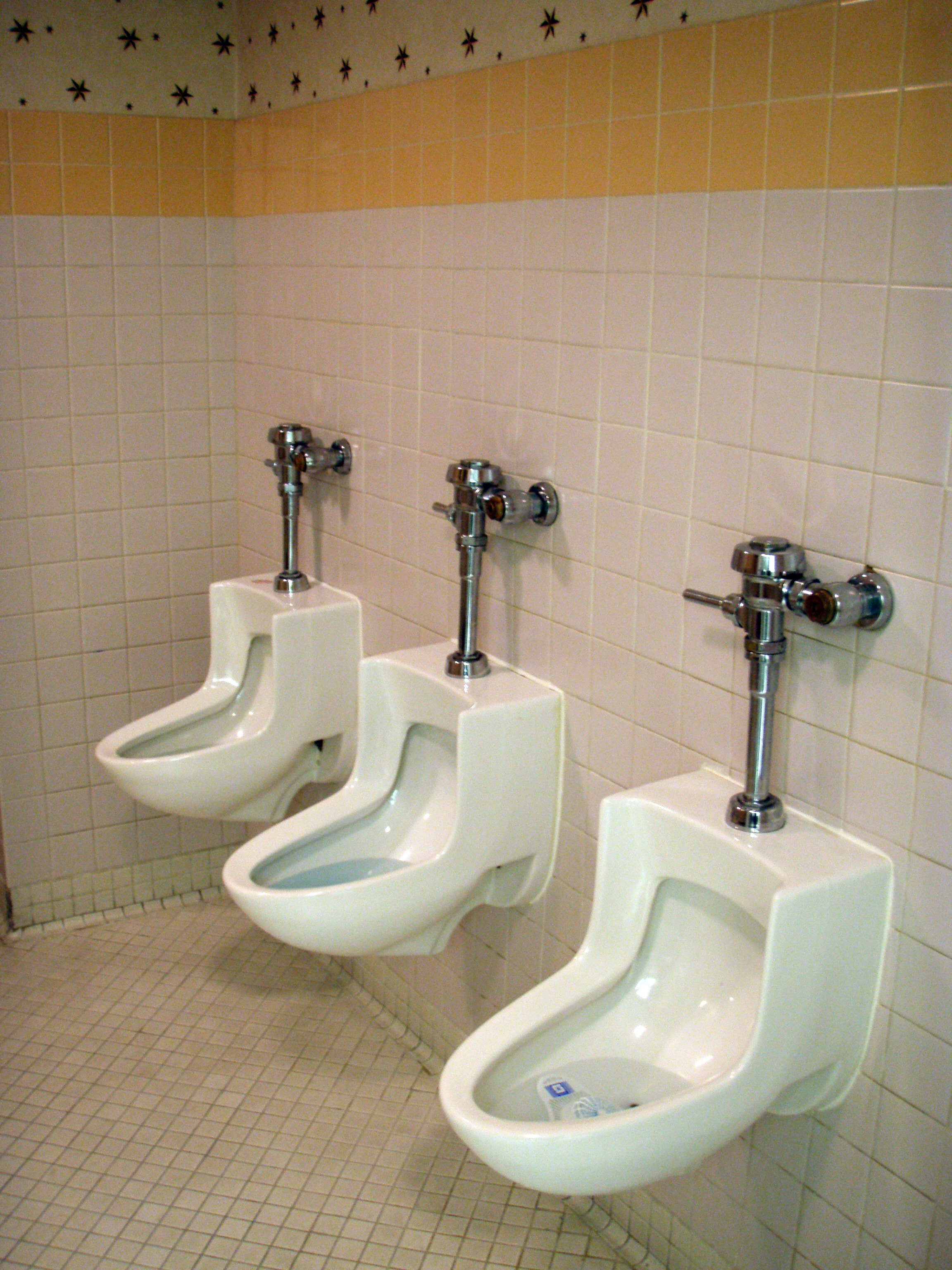
Unisex urinals
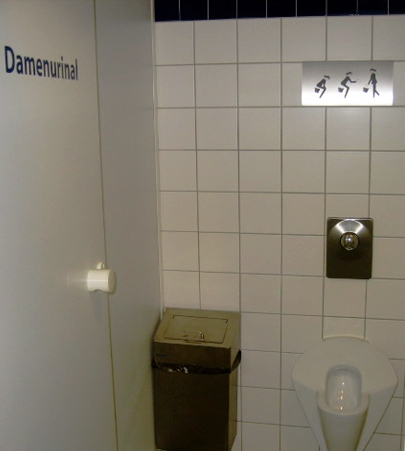
Female urinal at Dortmund Airport, Dortmund, Germany
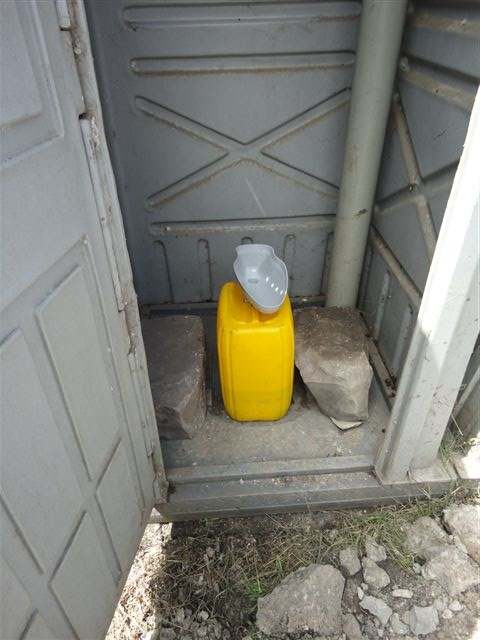
Low-cost female urinal with stones to adjust height
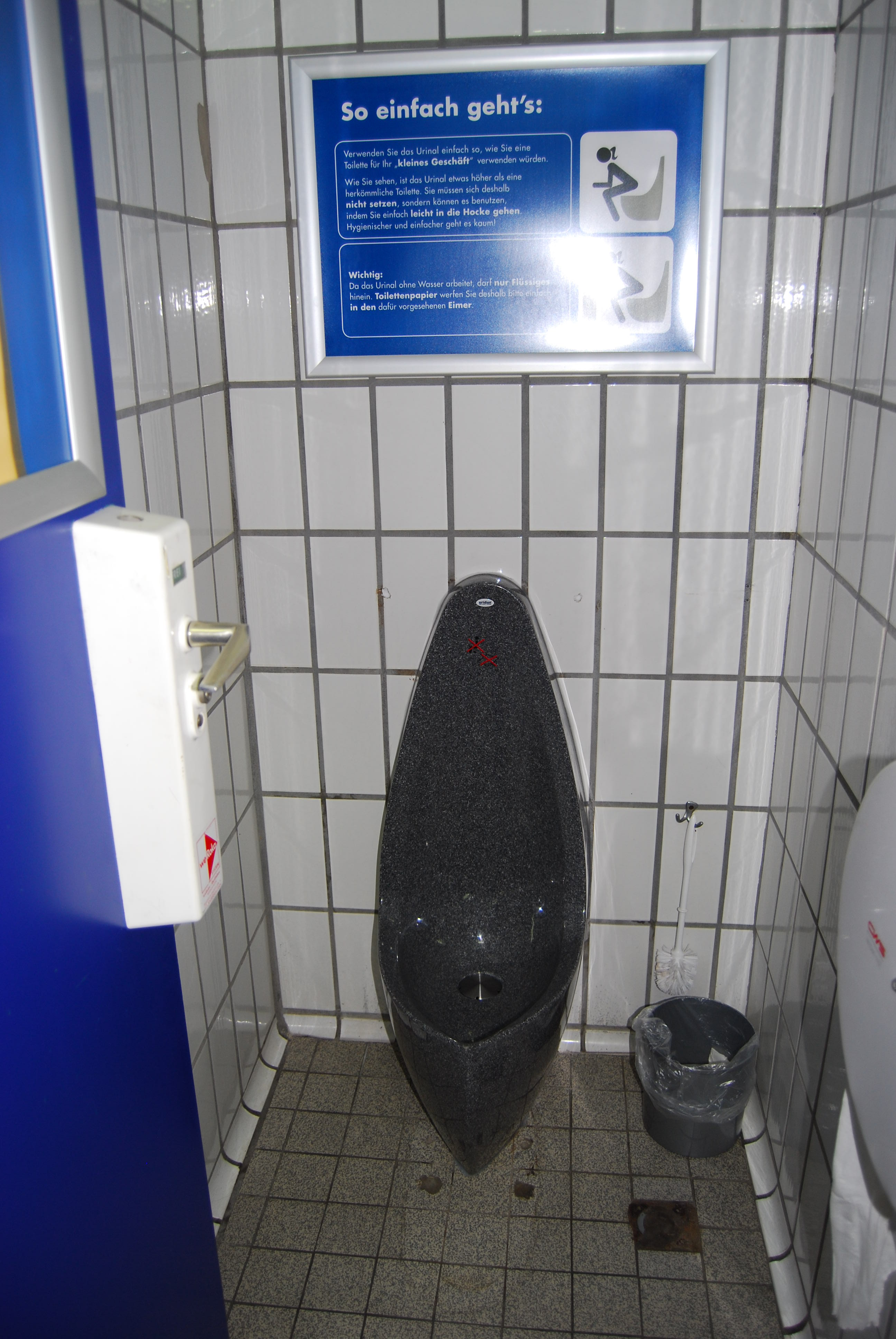
Waterless urinal for women
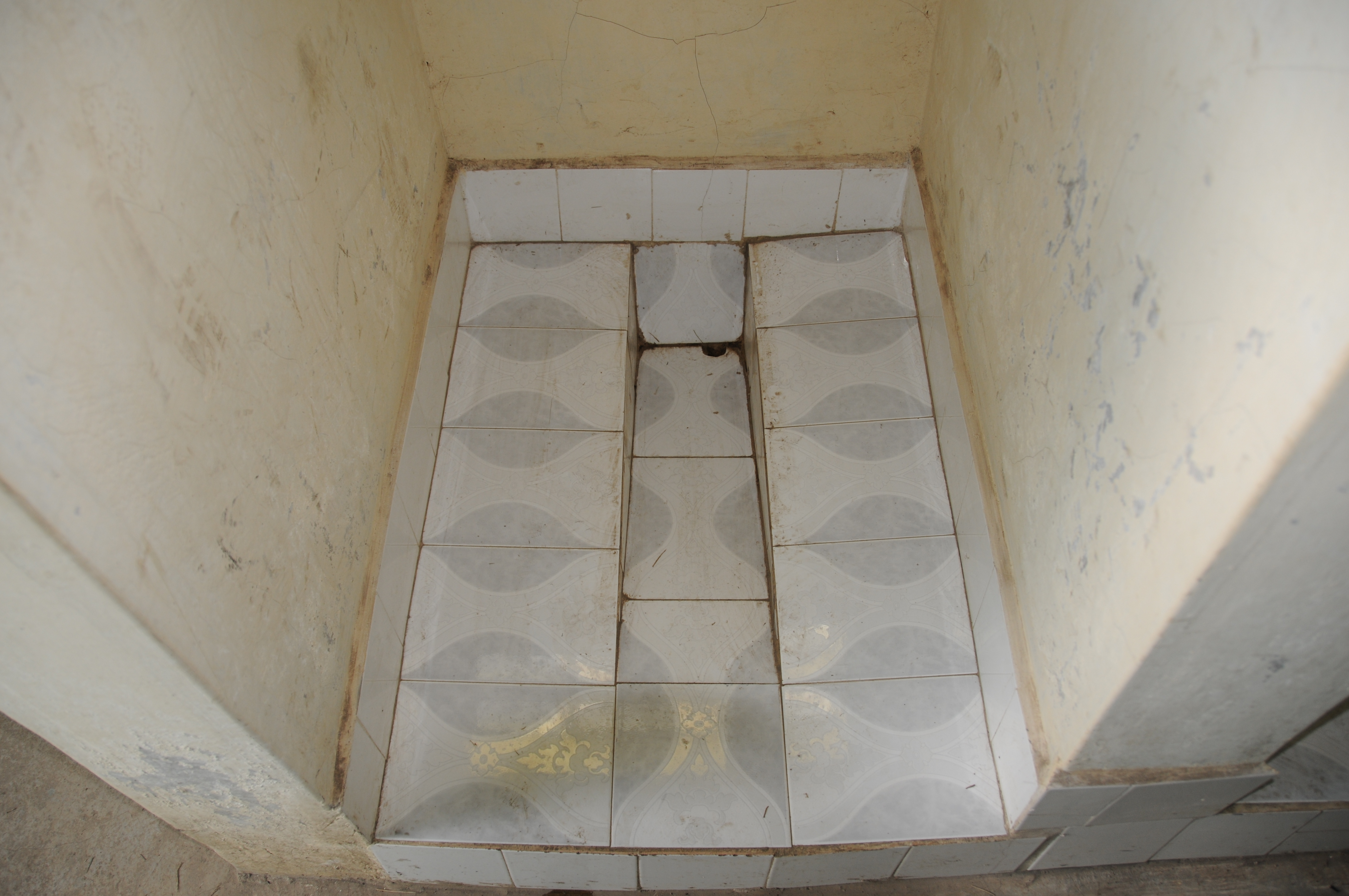
Girls' school urinal in Kenya
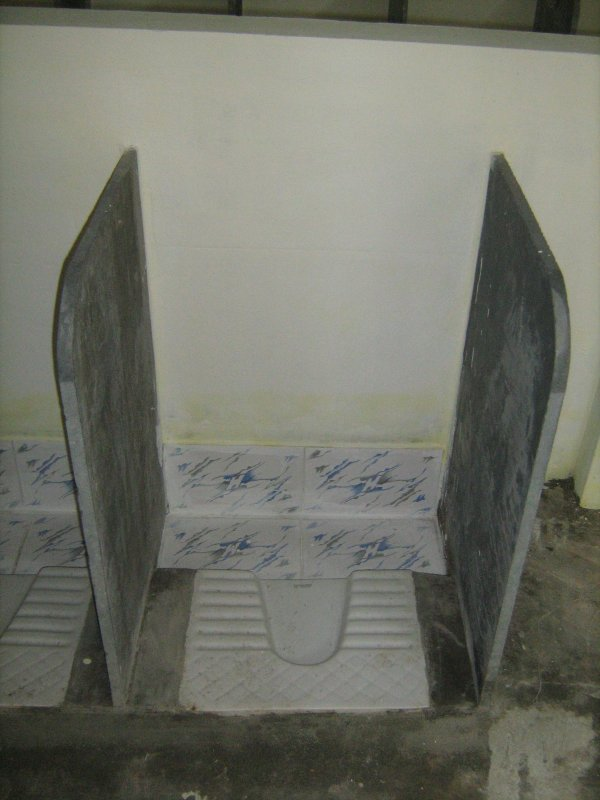
Girls' school urinal in Tamil Nadu, India
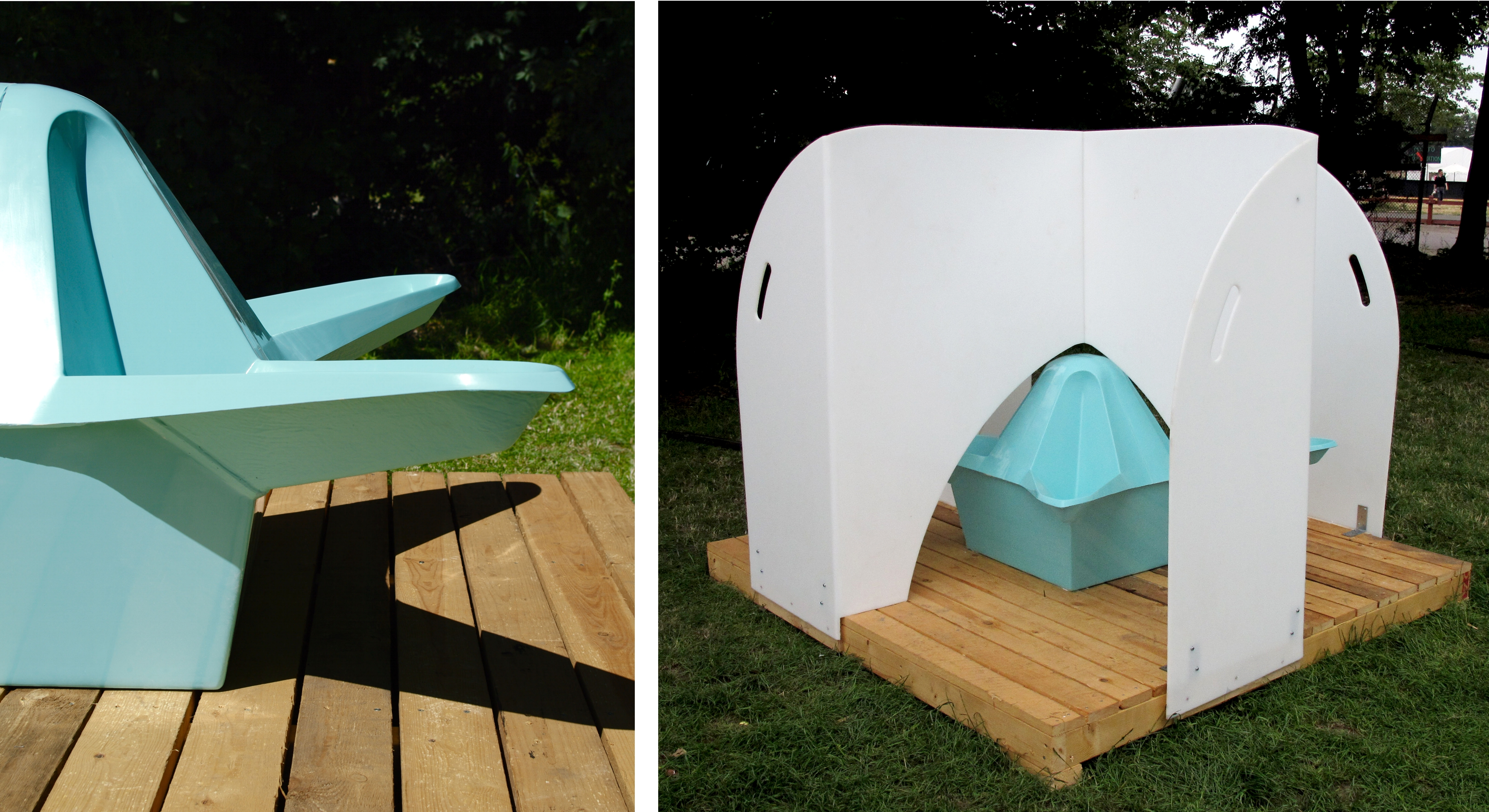
Pollee outdoor female urinals
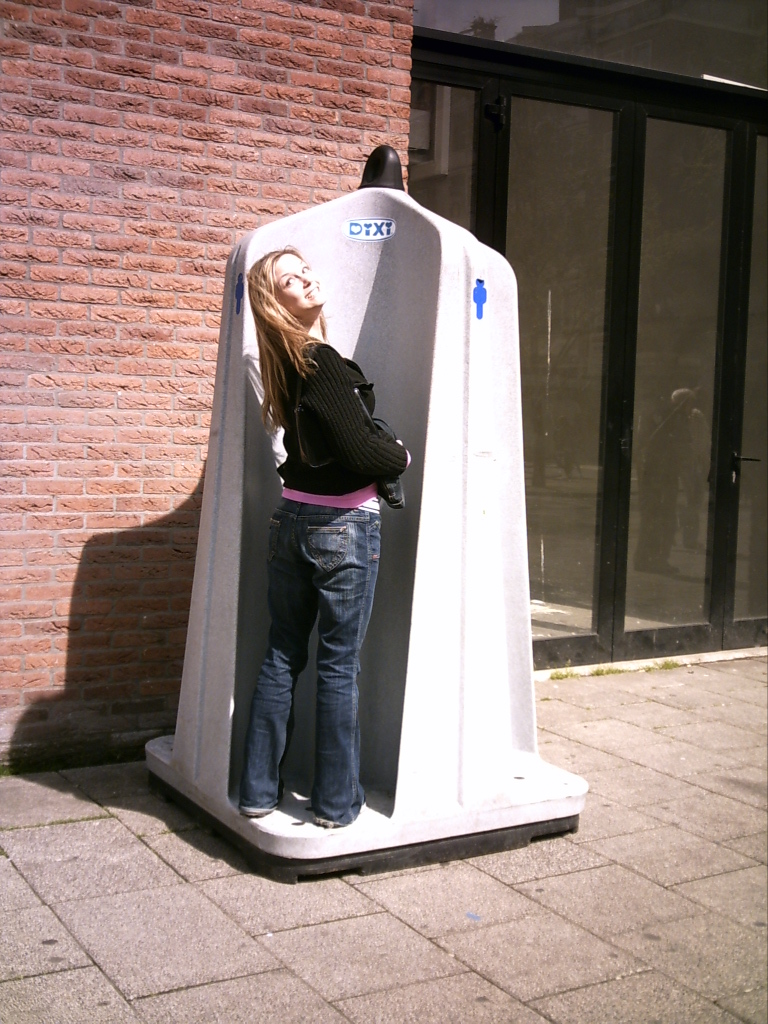
Woman uses an outdoor portable urinal
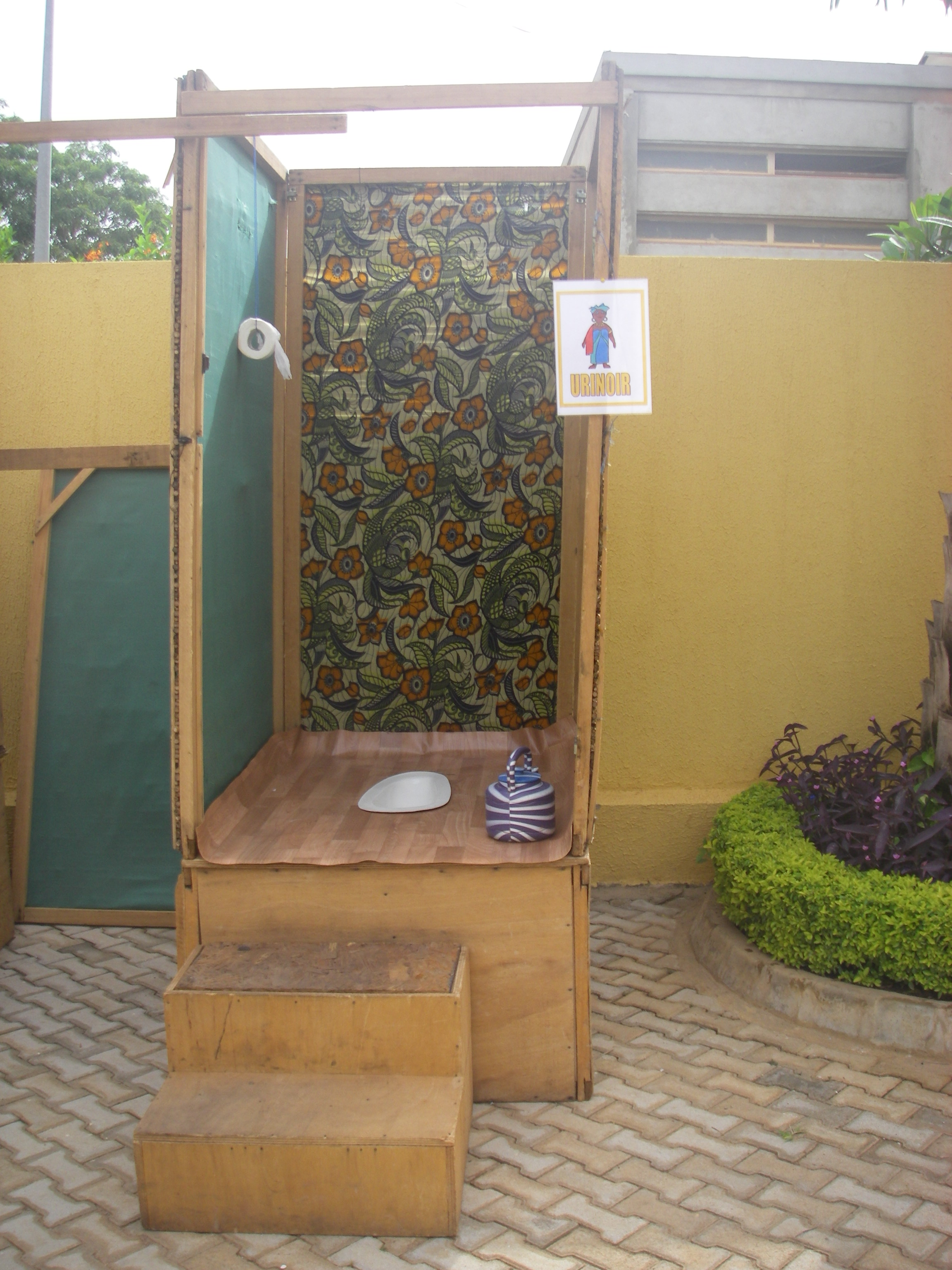
Movable women's urinal
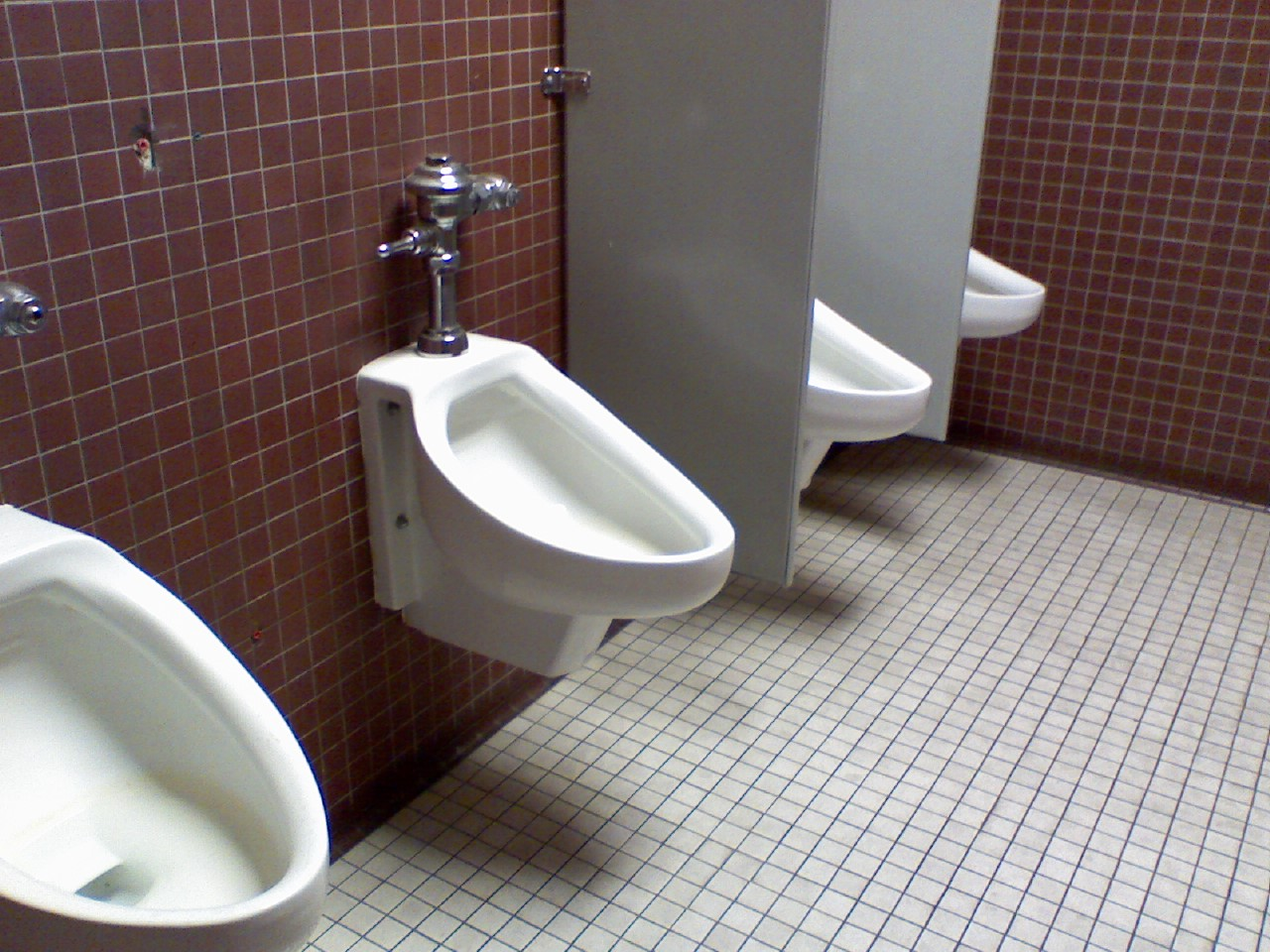
Women's restroom
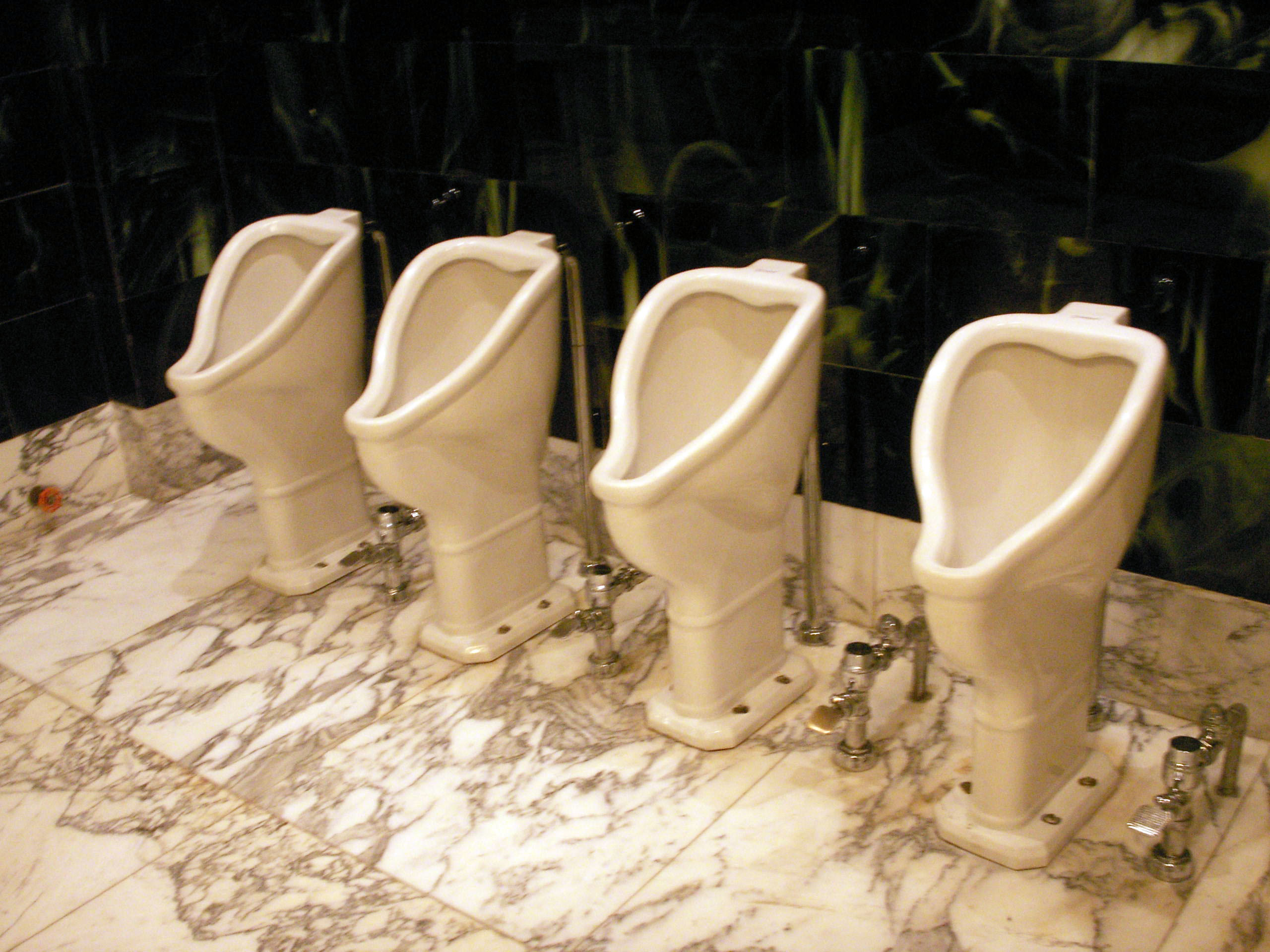
Female urinals in Mexico
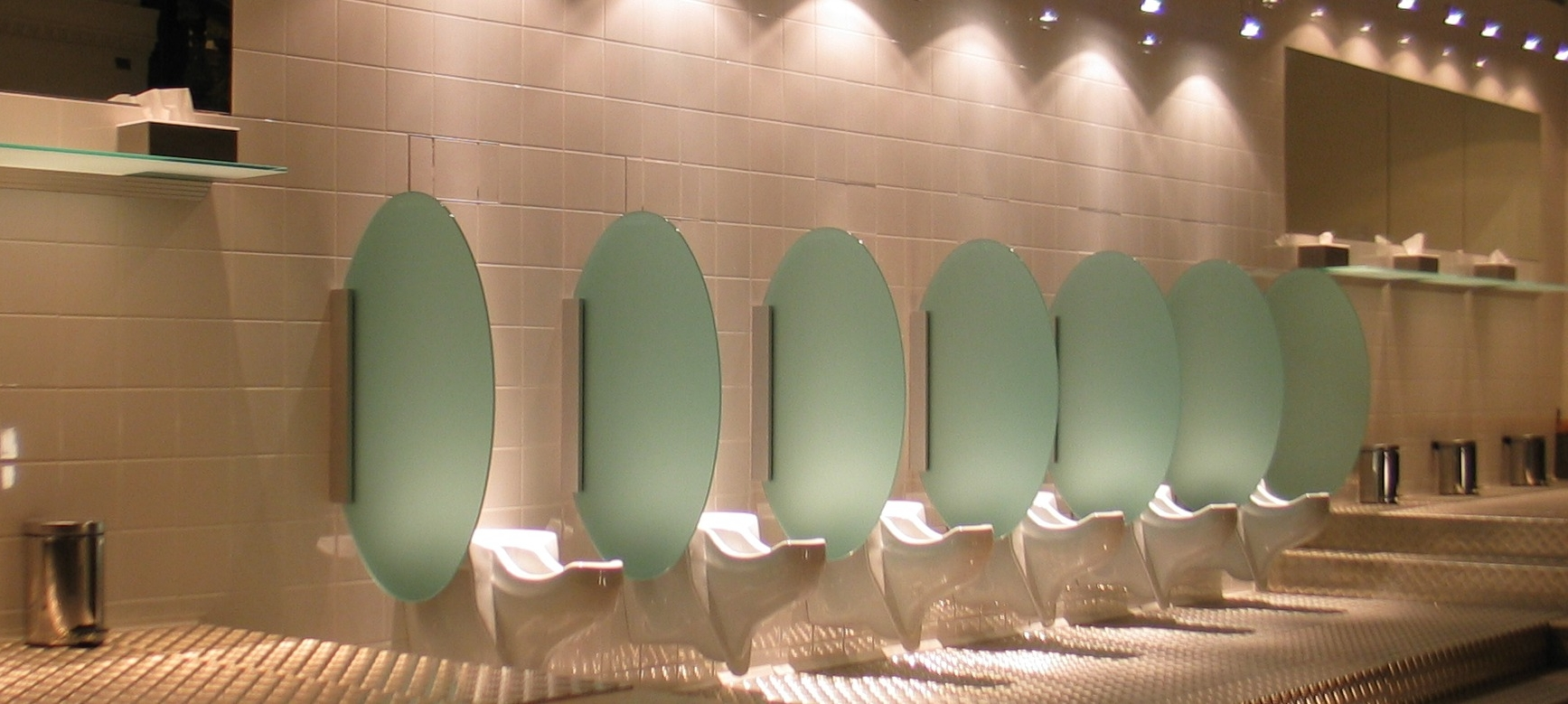
Modern urinals for females

## 利用現況
在一些不易提供妥適廁所設施的大型公共活動，如戶外慶典，配固有的(多為男廁設用)小便斗專做女性站尿用具的做法變得盛行。為加速眾人的排隊候用時間，亦設有期望女性以小型個人站尿用具使用的小便池。 Pinkpop 2000是第一個歡迎大量女性站尿用具的活動， 其做法已擴展至荷蘭、比利時、瑞士、加拿大、芬蘭、愛爾蘭和英國的許多活動。
目前在臺灣則並非廣為人知的商品，主要於登山、露營、單車等專門運動用品店可見有進口販售。媒體報導中除作為旅用商品羅列、輔助天生蹲下有困難者外，多以新發明、質疑其必須性觀點出發。對照同於下腹端使用的經血排出用具月事杯，其晚近的受關注度、以及銷售管制的重新省視，女性的身體自主權利在社會環境的人身安全提升後，「行」的方便上才剛剛破曉。
在中國大陸，最早於2000年代中即開始於一些高等學校等公立機構的廁改措施中，主以省水的角度實際推行女廁裡的立式小便斗裝設，附帶供應紙製的導流器。從許多主流媒體報導的標題、新聞分類，以至敘述採用保守的男性背景立場，也看得出諸如：
- 免蹲
- 無接觸
- 防反濺感染
- 節省單一使用者駐留時間
- 節省設施空間
- 節省沖洗水量

等正面效果被漠視。

## 製造商
可攜式裝置:
| 品牌                        | 來源地   | 材料                       | 可否重複使用            | 註                               |
| --------------------------- | -------- | -------------------------- | ----------------------- | -------------------------------- |
| Alia                        | 義大利   | 紙板                       | 拋棄式                  |                                  |
| Freelax                     | 法國     | 紙板 (塑膠覆膜)            | 拋棄式                  |                                  |
| Freshette                   | 法國 (?) | 塑膠                       | 2段式                   |                                  |
| GottaTinkle!                | 美國     | 塑膠                       | 可重複使用              | 拋棄集合袋(旅行尺寸)             |
| GoGirl                      | 美國     | 矽膠 (彈性)                | 可重複使用              |                                  |
| Isyloo                      | 西班牙   | 紙板 (塑膠覆膜)            | 拋棄式                  |                                  |
| Lady J                      | 美國     | 塑膠 (剛性)                |                         |                                  |
| Lady P                      | 捷克     | 矽膠 (彈性)                | 可重複使用              |                                  |
| Lilium Femme                | 阿根廷   | 紙板 (塑膠覆膜)            | 拋棄式                  |                                  |
| My Little Helper (SaniGirl) | 美國     | 紙板 (塑膠覆膜)            | 拋棄式                  | 4 - 11孩童使用尺寸               |
| Paper Pee                   | 印度     | 紙板 (蠟覆膜)              | 拋棄式                  |                                  |
| Pee Pocket                  | 美國     | 紙板 (塑膠覆膜)            | 可生物降解              |                                  |
| P-Mate                      | 荷蘭     | 紙板 (塑膠覆膜)            | 拋棄式                  |                                  |
| Pee-Zee                     | 加拿大   | 塑膠 (剛性)                |                         |                                  |
| PeeBuddy                    | 印度     | 紙板 (塑膠覆膜)            | 拋棄式                  |                                  |
| Pibella                     | 瑞士     | 塑膠 (剛性)                |                         |                                  |
| Pipi Pappe                  | 德國     | 紙板                       | 拋棄式                  |                                  |
| Pissedebout                 | 法國     | 紙板 (非塑膠的植物材質覆膜 | 拋棄式                  |                                  |
| pStyle                      | 美國     | 塑膠 (剛性)                | 非閉管/漏斗形，而是槽形 |                                  |
| SheWee                      | 英國     | 塑膠 (剛性)                |                         |                                  |
| She-P                       | 荷蘭     | 矽橡膠或PU                 | 可重複使用              | 潛水時等可用膠固定在脫毛的皮膚上 |
| Travelmate                  | ?        | 塑膠                       |                         |                                  |
| Urinelle                    | 荷蘭     | 紙板                       | 拋棄式                  |                                  |
| Venus (SaniGirl)            | 美國     | 紙板 (塑膠覆膜)            | 拋棄式                  |                                  |
| Whiz Freedom                | 英國     | 塑膠 (彈性)                |                         |                                  |
| WhizBiz                     | 澳洲     | 矽膠 (彈性)                | 可重複使用              |                                  |

## 歷史
不使用輔具而以站姿投尿對女性來說本來就是可能的。 這在古時是一種常態，而且站著排尿曾普遍存在於一些文化或情境中， 但這樣的做法在西化的現代社會中已不常見。唯20世紀的女性服飾變化令樂意站著排尿的女性得以應用排尿輔具。
拋棄式女性站尿用具早在1922年便取得專利(美國)。Edyth Lacy於1918年8月提交 "Sanitary Protector(衛護)" ，詳述為 「便宜的用具⋯特別適合作為衛生用具一次性的使用於公廁隔間內("cheap device ...[to be] used but once, being especially suitable as a sanitary device in public toilet rooms." )」她注明「據知對坐姿使用便座者並無必要。尿液會被導出、不會浸溼使用者衣物或廁間」。「以便宜且易拆解的材料製成，如硬紙，用後得即廢棄」。
另一類似用具在1956年取得專利：「一給女性使用、消除任何接觸如廁設施需要的，有效率的導尿器⋯可用於舒適的直立站姿( "an efficient urine conductor for use by females eliminating all need for contacting a toilet facility...usable while in a comfortable, erect standing position". )」。另外半打左右基本上目的與形態相同的用具皆在該世紀末取得專利。
源自法國的Urinelle 在1996年面世，是第一個主流化生產的商品。

女性站尿用具有時受到跨性別男性(trans men)使用。 另有如「Snee-Kee」者，專門為此用途設計。 還有一些站尿用具擬仿陰莖的外觀，並同時作為填衣假陽具。

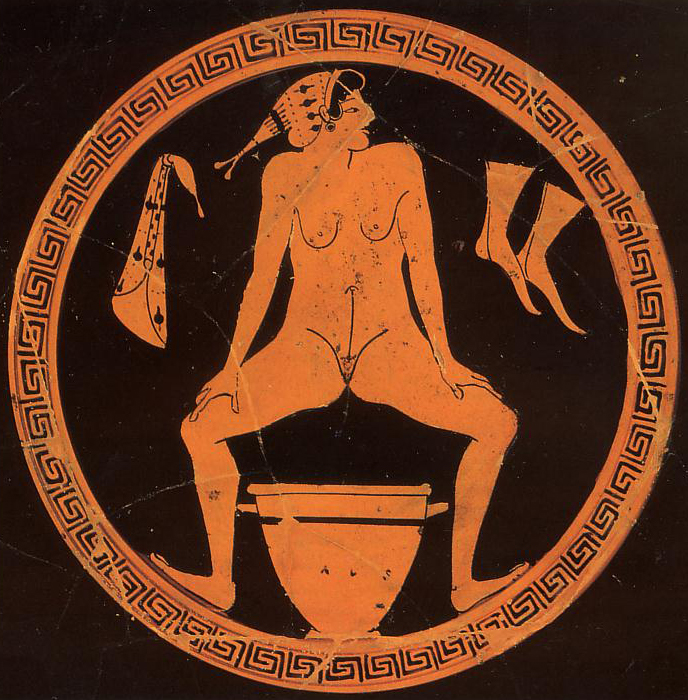
File:Hetaera_urinating_into_a_skyphos_at_a_Kylix_by_the_Foundry_Painter_Antikensammlung_Berlin.jpg古希臘交际花(hetaera)排尿於雙耳陶瓶(skyphos)中。 (c.480 BCE)
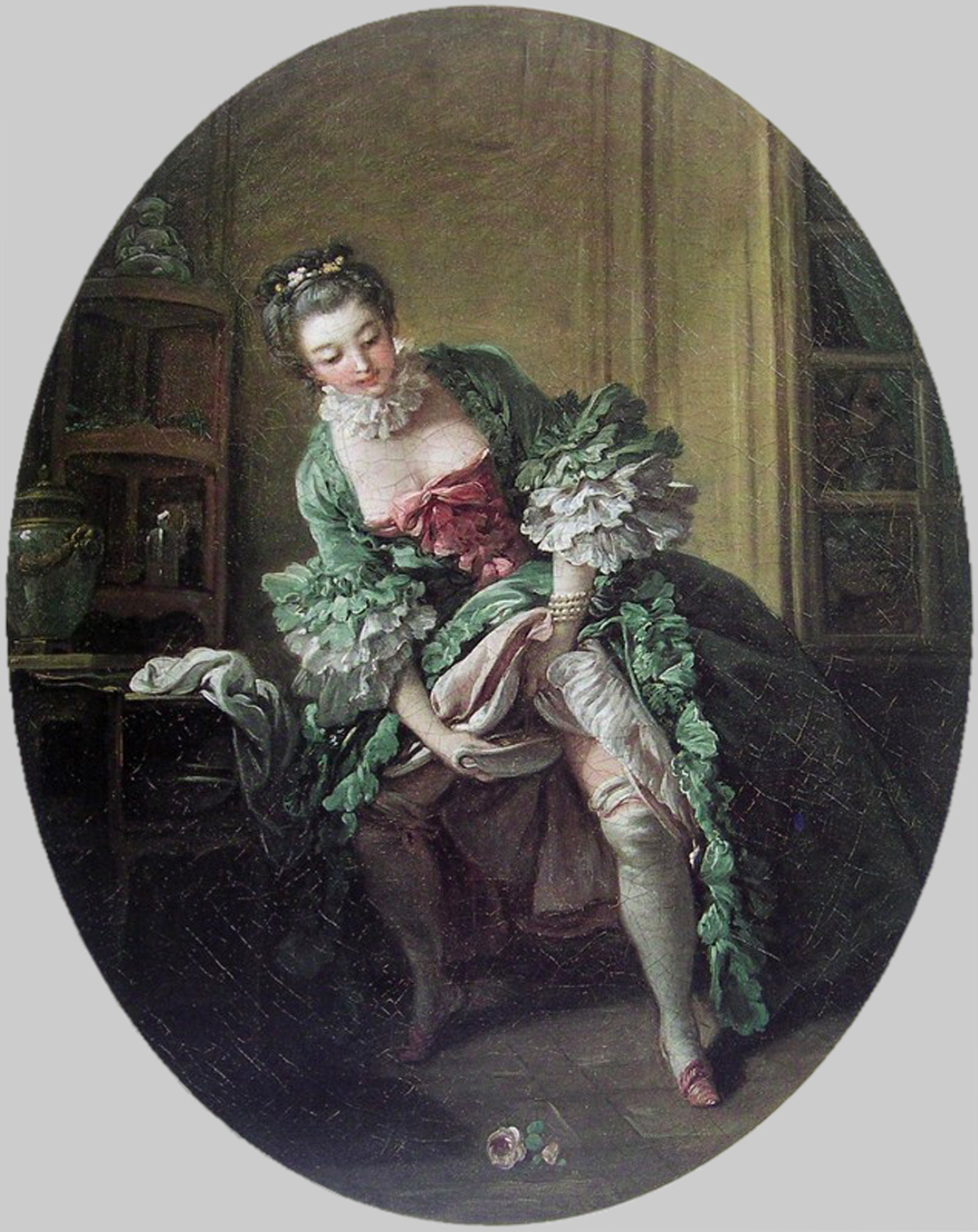
File:François_Boucher_-_La_Toilette_intime_(Une_Femme_qui_pisse),_1760s.jpg18世紀一名女子站著把尿撒到夜壺中

## 外部連結
- 女性站立式小便器 | Yahoo奇摩拍賣（页面存档备份，存于）
- 女性站立式尿斗 | Yahoo奇摩拍賣（页面存档备份，存于）